# Ситников, Пётр Филиппович
Пётр Филиппович Ситников (1914—1944) — лейтенант Рабоче-крестьянской Красной Армии, участник Великой Отечественной войны, Герой Советского Союза (1945).

## Биография
Пётр Ситников родился в 1914 году в селе Богородицкое (ныне — Щигровский район Курской области). После окончания семи классов школы сначала работал в колхозе, затем служил в органах НКВД СССР. В январе 1942 года Ситников был призван на службу в Рабоче-крестьянскую Красную Армию. С того же года — на фронтах Великой Отечественной войны. В 1943 году Ситников окончил курсы младших лейтенантов.
К апрелю 1944 года лейтенант Пётр Ситников командовал взводом автоматчиков 846-го стрелкового полка 267-й стрелковой дивизии 51-й армии 4-го Украинского фронта. Отличился во время освобождения Крыма. 8 апреля 1944 года взвод Ситникова принимал активное участие в прорыве немецкой обороны в районе посёлка Каранки Джанкойского района. В тех боях Ситников лично уничтожил 24 солдата и офицера противника. 8 мая 1944 года Ситников получил тяжёлое ранение во время штурма Сапун-горы и на следующий день умер. Похоронен в братской могиле у села Черноречье в черте Севастополя.
Указом Президиума Верховного Совета СССР от 24 марта 1945 года лейтенант Пётр Ситников посмертно был удостоен высокого звания Героя Советского Союза. Также посмертно был награждён орденом Ленина.